# Jacques Faber
 (septembre 2013).
Pour les articles homonymes, voir Faber et Lefèvre.
Jacques Faber, né Jean-Pierre Lefèvre le 1er avril 1940 à Bruxelles, est un cinéaste, directeur de production, comédien et producteur franco-belge.

## Biographie

### Enfance et formation
Fils d'un père professeur de Français et d'une mère cantatrice, Jacques Faber est diplômé de l'École d'architecture Saint-Luc de Bruxelles. Il suit également des études artistiques, musicales à l'Académie royale de musique de Bruxelles et d'Art Dramatique, puis élève d'André Bernier et Anne Capriau au Conservatoire Royal de Bruxelles, puis enfin élève de Henri Rollan à Paris.
Il est formé à la production cinématographique à Paris par André Deroual chez Pathé Cinéma.
Il fait son service militaire en Belgique, chargé d'organiser des spectacles à diffuser dans les casernes.

### Comédien

#### Théâtre

##### 1956 - 1960 en Belgique
- 1956 : La Cagnotte d'Eugène Labiche, mise en scène André Bernier (Benjamin) Théâtre Royal du Parc à Bruxelles.
- 1956 :
  - L'Avare de Molière, mise en scène Pol Morlet (Brindavoine) - Compagnie Le Camélia
  - Le Malade Imaginaire de Molière, mise en scène Pol Morlet (Purgon) - Compagnie Le Camélia
- 1957 : 
  - La Maison du Printemps de Fernand Millaud, mise en scène Pol Morlet (Dominique) - Compagnie Le Camélia
  - Maldonne de Jules Gilles, mise en scène Pol Morlet (Geoffroy de Mérande) - Compagnie Le Camélia
- 1958 :
  - Gai ! Marions-nous de G. Acremant, mise en scène Marcelle Limongi (Jacques) - Palais des beaux Arts à Bruxelles
  - Ombre Chère de Jacques Deval, mise en scène Marcelle Limongi (Patrice) Palais des beaux Arts à Bruxelles
- 1959 : 
  - Britannicus de Jean Racine, mise en scène de Claude Volter (Britannicus) - Tournées Paule Dox
  - Le Jeu de l'Amour et du Hasard de Marivaux, mise en scène de Claude Volter (Dorante) - Jeune Théâtre Européen
- 1960 : 
  - Les Plaideurs de Jean Racine, mise en scène de Ramon Berry (Petit Jean) - Jeune Théâtre Européen
  - Le Barbier de Séville de Beaumarchais, mise en scène de Claude Volter (Almaviva) - Jeune Théâtre Européen
- 1960 : Les Plaideurs de Racine, mise en scène de Fernand Piette (Petit Jean) - Tournées Fernand Piette

##### 1961 - 1962 en France
- 1961 : Édouard II de Christopher Marlowe, mise en scène de Roger Planchon - Théâtre Marigny.
- 1962 :
  - Une saga de H. Bergman, mise en scène Daniel Postal (Le Gentilhomme de la chambre) - Théâtre du Sud Est
  - Le Légataire universel de Jean-François Regnard, mise en scène de Daniel Postal (Dorante) - Théâtre du Sud Est

##### 1964 - 1966 en Belgique
- 1964 : Les Vignes du Seigneur de R. de Flers et F. de Croisset, mise en scène de Ramon Berry (Jack) - Théâtre Molière.
- 1965 :
  - Le Médecin volant de Molière, mise en scène de Charles Martigues (Cléante) - Tournées Charles Martigues
  - Le Médecin malgré lui de Molière, mise en scène de Charles Martigues (Clitandre) - Tournées Charles Martigues
- 1966 : Les Petites Oies blanches de Lucien Lambert, mise en scène de Lucien Lambert

##### Depuis 1966 en France
- 1966 : Barouf à CHIOGGIA (Prov VENEZIA) de Carlo Goldoni avec le Piccolo le Milan - Théâtre de l'Odéon
- 1967 : 
  - On ne sait jamais tout de Luigi Pirandello, T.E.P. Mise en scène de Daniel Leveugle - Théâtre de l'Est Parisien
  - La Coupe d'argent de Sean O'Casey, T.E.P. Mise en scène de Guy Rétore - Théâtre de l'Est Parisien
- 1968 : La Bataille de Lobositz de Peter Hacks, T.E.P. Mise en scène de Georges Werler - Théâtre de l'Est Parisien

#### Cinéma
- 1960 : La Tricheuse d'Émile-Georges De Meyst - (Roger) avec Jacques Dumesnil, Françoise Deldick, Gil Vidal
- 1967 : La Chasse de Christian Chaudeurge, avec Juliette Villard et Jean-Claude Isler
- 1972 : Tout le monde il est beau, tout le monde il est gentil de Jean Yanne

- 1977 : Arrête ton char... bidasse ! de Michel Gérard (Lieutenant Finclair)
- 1978 : Général... nous voilà ! de Jacques Besnard (Capitaine Bert Colloghan)

#### Télévision
- 1960 : La Bulle de savon de Jean-Louis Colmant, avec Jean-Pierre Kérien et Liliane Vincent, RTBF
- 1964: Un vieux de Jean-Jacques Péché - RTBF
- 1966 : Plan comptable de Bernard Dartigues
- 1967 : La Prunelle feuilleton de Edmond Tyborovsky – Tadié Cinéma/ ORTF - avec Daniel Emilfork
- 1968 : Répondez s'il vous plaît de Sheila Innes, 30 épisodes pour la BBC (Guy Lambert) avec Max Bellancourt, Jacqueline Holtz, Elma Soiron
- 1970 : 
  - Jack de Serge Hanin - ORTF
  - L'Homme qui rit de Jean Kerchbron - ORTF avec Juliette Villard - ORTF
  - Dossier 113 (Nina Gypsy) de Claude-Jean Bonnardot - ORTF. (Bertomy) avec Catherine Rouvel, Henri Lambert, François Perrot
- 1971 : 
  - Les Fossés de Vincennes de Pierre Cardinal, ORTF (le baron Grunstein) avec Jean-François Poron, Fiona Lewis, Hervé Sand
  - Le Double Assassinat de la rue Morgue de Jacques Nahum, ORTF (Musset) avec Daniel Gelin et Georges Descrières
- 1972 : 
  - Léo Burkaert de Janette Hubert - ORTF.
  - Les Rois maudits de Claude Barma (le Sire de Bucci) avec Jean Piat, Hélène Duc, Claude Giraud, Christian Barbier, Gilles Béhat
  - Le Neveu d'Amérique de Pierre Gaspard Huit, Les Films Opéra/ORTF.
- 1973 : 
  - Jean Pinot médecin d'aujourd'hui de M. Fermaud, Parc Film/ORTF
  - L'Inconnu de Youri - ORTF. avec Nathalie Bayle, Gérard Depardieu, Jean Topart, Françoise Lugagne, Alain Quercy
- 1974 : Saint-Just de Pierre Cardinal, téléfilm, ORTF (Camille Desmoulin)
- 1976 : Bartelby de Maurice Ronnet, téléfilm, SFP et exploitation salle
- 1977 : Signé...ta Claudia de Jean-Louis Colmant - téléfilm (3 épisodes), RTBF (François Nivolet)
- 1978 : Joséphine de Beauharnais de Robert Mazoyer, Telfrance/Antenne2 (Monsieur de Rémusat)
- 1983 : Fanchette de Régina Martial. FR3 Limoges (Le curé)
- 1985 : La Mariée rouge de Jean-Pierre Bastid - Anabase/FR3 Rennes (Robert Ganne) avec Philippe Kleber, Ticky Holgado, Rachel Genevin
- 1987 : Mission Décibel (La Bataille du Raï) de Jean-Pierre Bastid, FR3 Marseille (Fromont)
- 1988 : Alcyon de Fabrice Cazeneuve - FR3 (Le prêtre)
- 1990 : 
  - Tribunal de Didier Albert, Télé Image/TF1 (Le docteur Dufour)
  - Faux frère de Vincent Martorama, FR3 (le juge d'instruction) avec Carlos, Emmanuel Montes, Marie Dubois
  - Le Pénitent, de Jean-Pierre Bastid, téléfilm, FR3 (Le curé) avec Maxime Leroux, Maurice Barrier
- 1991 : Cas de divorce (Dutois contre Dutois) de Alain Lombardi, C.F.C. (Docteur Escudier)
- 1995 : Les Vacances de l'amour (Star1 et Star 2) AB/TF1 – Guest sur 2 épisodes (Max) avec Laly Meignan, Lynda Lacoste

Jacques Faber a également joué dans divers courts métrages pour l'Ofratème (ORTF), Les Films LB et l'Office Français des Techniques Modernes - Prises de notes, Du rêve en bouteilles, Ensemble VI, UC Électronique, Sécurité sociale, avec les réalisateurs Daniel Libaud, Régis de Ruel, Pierre David, et autres.

### Radio
- 1962 :
  - Adieu Shanghai - Drama. (RTF Nice)
  - Mention Très Bien Drama - (RTF Nice)
- 1963 : Roccambole Feuilleton (RTB)
- 1964 : Riconette et Cortadillo Feuilleton (RTB)
  - Un week-end en amoureux - Série Histoire en Libertés (Radio Bleue)

### Divers
- 1969 : Enregistrements divers en français pour Abacus Productions Limited, University of York,
- 1970 : Enregistrements divers en français pour University of London Press Limited, et le texte d'André Gide, 'La Symphonie Pastorale' pour le Royal Opera HouseCovent Garden.
- 1973 : 30 heures d'émissions en français pour le Festival de Middlebury College.
- 1994 : 
  - Commentaires de La Maison des sans abri - film de Joël Calmette (Anabase)

### Réalisateur
- 1968 - A Montparnasse, court-métrage sur les vingt-quatre heures de la vie d'un clochard à Montparnasse à l'époque du grand chantier de la nouvelle gare Montparnasse.
- 1974 - Le Choix, film belge, sélection officielle au festival de Karlovy-Vary en 1976.
- 1986 - Vivre ensemble, court-métrage labellisé par le Centre National de la Cinématographie.
- 1987 - La Meute, moyen-métrage destiné au centre de formation maritime de la Marine Nationale à Hourtin.

### Scénariste
- 1979 - Les Joyeuses colonies de vacances de Michel Gérard, avec Jacques Henri Marin, Richard Balducci et Michel Gérard.
- 2004 - Au-delà de la nuit avec Jean-Pierre Bastid et Maurice Perisset.

### Écrivain
- 2007 : Au-delà de la nuit, roman co-écrit avec Jean-Pierre Bastid, édition Les Presses du Midi.

Jacques Faber est l'auteur également de nombreux textes dont certains ont été mis en musique par Guy Boulanger. Il est l'auteur interprète de la chanson Le Gros Chêne éditée par Penine Music à Londres pour la série Le Mystère de Montmirail (BBC)
Comme auteur-interprète, il se produira, s'accompagnant à la guitare, dans de nombreux cabarets parisiens et de la Côte d'azur ainsi qu'à Bruxelles.

### Assistant réalisateur
- 1969 : de J.J. Séjaud Frédéric où la Leçon de Nature, court-métrage Valoria Films
- 1970 : de Jean Goumain, La Sécurité est un Combat, court métrage, Pathé Cinéma
- 1971 : Sur le Pathé Magazine.
- 1972 : 
  - de Jean Goumain, Parlons Français, série éducative, Tadié Cinéma.
  - de Pierre Gaspard-Huit, série Le Neveu d'Amérique Parc Films.
- 1973 : 
  - de Max Damain, Honni soit qui mal y pense, court métrage Pathé Cinéma
  - de Max Damain, Réseau Express, court-métrage, Pathé Cinéma
  - de Georges Franju, L'Homme sans visage, série télévisée, Terra Films
- 1974 : 
  - de Georges Franju, Nuits Rouge, Terra Films
  - de Georges Sénéchal, La mise en mains, R5 - Analyses Cinématographiques
- 1975 : de Max Damain, Seelink, court-métrage, Pathé Cinéma
- 1983 : 
  - de Régina Martial, Fanchette, téléfilm, France 3
  - de Francis Fehr, Noctuaile, opéra, France 3
- 1984 : de Roland-Bernard Madame et ses flics, série télévisée, SFP
- 1985 : de Jean-Pierre Bastid La Mariée Rouge, téléfilm, France 3

## Production

### Producteur
En 1973, Jacques Faber créé à Bruxelles la société Les Films du Bélier. Il va produire :
- 1974 : Le Choix avec Claude Jade, film produit l'aide du gouvernement Belge,
- 1977 : Arrête ton char... bidasse !, en coproduction avec Promocinéma.

Reprise, avec Jacques-Henri Marin de la Société de Carole Weisweller, Saga Productions, Promocinéma.
- 1978 : Général nous voilà, en coproduction avec Saga production, Promocinéma.
- 1979 : Les Joyeuses Colonies de vacances, en coproduction avec Saga production, Promocinéma.

En 1986, il crée la société Acacia Films Productions qu'il cédera en 2002.
Depuis janvier 2011 il est titulaire d'une licence d'Entrepreneur de Spectacles pour le compte de la 'Compagnie 13'.
En 2018, après plusieurs années, il achèvera une étude qu'il aura initiée et conçue pour la création d'une première École publique et non privée destinée à la formation des Ouvriers du Cinéma. Cette étude a été soutenue, entre autres, par la Commission Supérieure Technique du Cinéma (CST), l'Association des Décorateurs du Cinéma (ADC), les Métiers Associés du Décor (MAD), l'Association des Directeurs de Production (ADP), le Groupe TRANSPALUX, les sociétés GAUMONT, PATHÉ CINÉMA,... et remise au Centre National du Cinéma et de l'Image Animée ainsi qu'au Ministère de la Culture. 

### Directeur de production

#### Cinéma
- 1978 : Général nous Voilà de Jacques Besnard, SAGA Production - Promocinéma avec Darry Cowl, Pierre Tornade,
- 1979 : Les Joyeuses Colonies de Vacances - Réal. Michel Gérard (SAGA Production - Promocinéma)

#### Télévision
- 1987 : Fred & Ginger for ever de R. Kuperberg (T.N.D.I Chateauvallon/Canal Plus)
- 1993 : La Visite de Roger Coggio, Lydie Média/Antenne 2

#### Publicité et film d'entreprise
- 1976 :
  - Journal de bord d'une entreprise - Réal. J. Goumain (International Information Films).
- 1977 : Campagne Nutrition Antenne 2 - Réal. J. Goumain (International Information Films).
- 1978 :
  - Opération Baskets pour Europe 1 - (Publicis).
  - Campagne Les Potasses d'Alsace - (Publicis).
- 1981 : Campagne Les Vins de Pays (Agence Pays)
- 1985 : 
  - Peugeot 205 et 305 (Agence Ressources) (catalogue photos)
  - Peugeot la 205 Multi (Agence Ressources) (catalogue photos)